# Hua Cho-in
Hua Cho-in ist eine ehemalige nordkoreanische Basketballspielerin.

## Karriere
Hua nahm mit der nordkoreanischen Basketballnationalmannschaft an der Weltmeisterschaft 1959 im sowjetischen Moskau teil und belegte mit der von Ten Mah-cik trainierten Mannschaft nach sieben Niederlagen den achten und letzten Platz. In den Spielen gegen Rumänien (41:52), Bulgarien (42:48), Jugoslawien (47:50), die Sowjetunion (24:89), Ungarn (57:62), Polen (38:59) und die Tschechoslowakei (50:84) erzielte die Nordkoreanerin insgesamt 31 Punkte.